# 贾古玛
贾古玛（英語：Shunmugam Jayakumar，1939年8月12日—），新加坡淡米尔人，前任新加坡副总理兼国家安全统筹部部长，人民行动党籍東海岸集選區勿洛的國會議員。

## 生平
贾古玛早期曾就讀萊佛士學院，後於1964年毕业於新加坡國立大学法学士（荣誉学位），他擁有大律師的資格。1966年，贾古玛考取了美国耶鲁大學法学院的法律硕士。
1971年至1974年間，贾古玛担任新加坡常驻联合国的代表；1980年，他当选为新加坡国会议员，並獲得公共服務星章(BBM)；后於1984年至2006年期間的國會大选(1984年、1988年、1991年、1997年、2001年及2006年)中继续連任东海岸集选区的国会议员。
1994年1月，贾古玛辭去了內政部部長的職位，被任命為外交部部長。2004年8月，李顯龍上台，贾古玛被任命為副总理兼律政部部長，免去外交部部長的職位。2005年9月，贾古玛接替陳慶炎博士，擔任国家安全统筹部部長。
2007年，被軍事政變推翻的前泰国總理达信·钦那瓦访问新加坡，并会晤贾古玛，引发泰国军方扶持的临时政府的强烈反应。
2009年3月26日，新加坡總理李顯龍宣佈進行內閣改組，贾古玛的新職為國務資政，但仍繼續兼任國家安全統籌部長，此項任命自2009年4月1日起生效。
贾古玛不對聯合國寄以信心，他說：「聯合國安理會不可能每次都果敢決定保護小國。小國若夾在兩個大國之間，很可能成為典當品。」

### 政治生涯
- 1971年—1974年:新加坡常驻联合国代表。
- 1980年至今:新加坡国会议员。
- 1981年:始任新加坡律政部兼內政部政務部长（相當於不管部大臣）。
- 1984年:转任新加坡劳工部部长。
- 1985年1月:担任新加坡内政部部长兼律政部第二部长（相當於律政部副部長）。
- 1988年:升任新加坡律政部部长兼內政部部长。
- 1994年：辞去內政部部长的职位，受任为新加坡外交部部长。
- 2004年8月12日:被免去外交部部长一职，并改任新加坡副總理兼律政部部长。
- 2005年9月1日:接替陈庆炎博士，兼任新加坡国家安全统筹部部长。
- 2008年4月30日：卸任于律政部部长一职。
- 2009年4月1日:担任国务资政兼国家安全统筹部部长。

## 家庭
贾古玛與妻子Dr. Lalitha Rajahram 育有二个儿子和一个女儿。

## 荣誉

### 新加坡勋章奖章
- 淡马锡勋章（2020年[2]）

### 外国勋章奖章
- 旭日大绶章（日本，2012年4月29日公布[3]）